# IBM PCjr

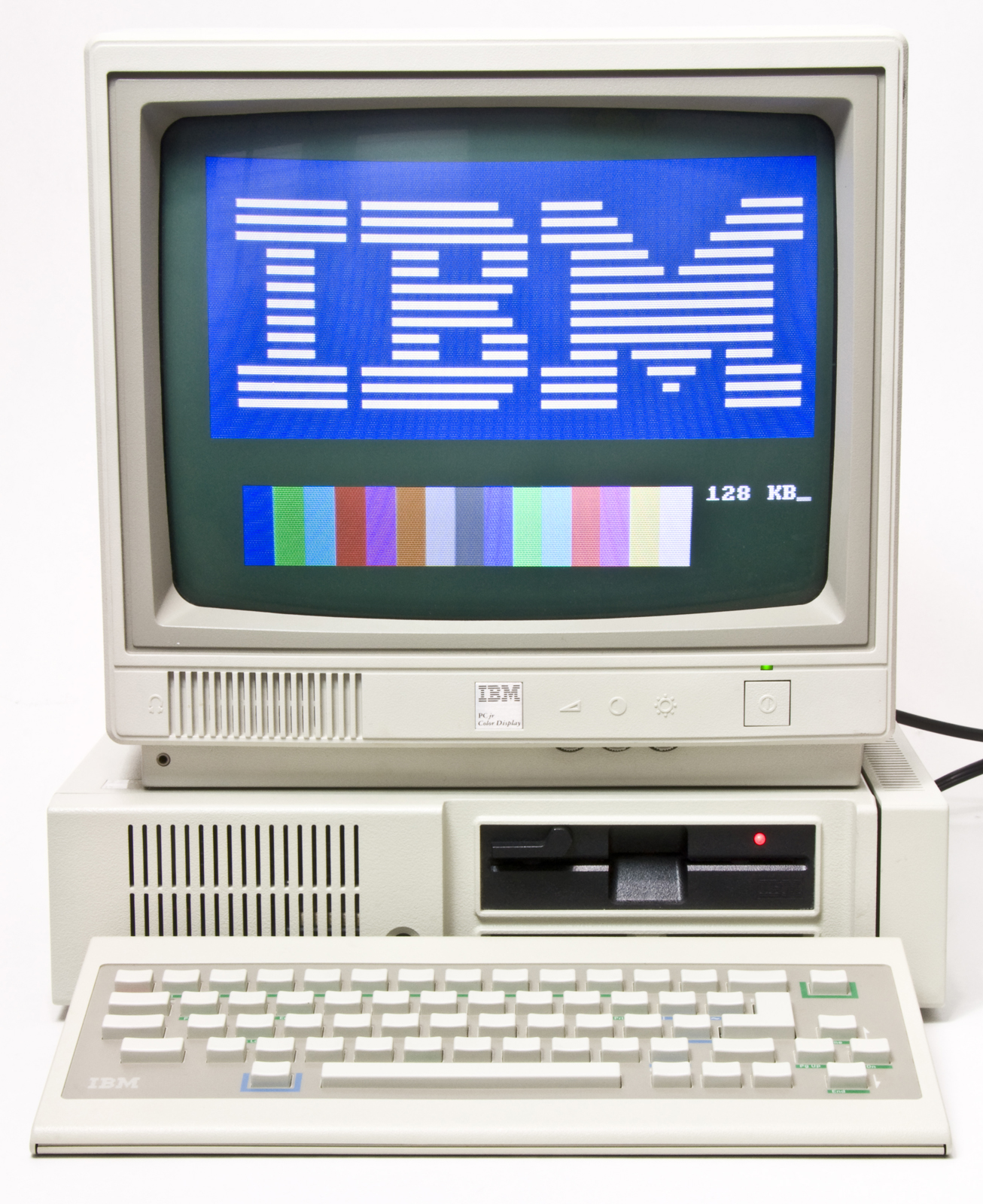
Un IBM PCjr avec écran et clavier d'origine.

L'IBM PC Junior, ou IBM PCjr, est un ordinateur personnel sorti par IBM en mars 1984.
Une partie de la presse spécialisée lui promettait un grand avenir, un titre le nommant même Machine de l'année. Il fut pourtant retiré de commercialisation au bout de six mois: lui étaient reprochés son clavier « chewing-gum », son écran dont les pixels bavaient et son incompatibilité avec quelques jeux alors populaires comme Flight Simulator (ce jeu servait d'étalon de compatibilité avec l'IBM PC). Le Telegraph le considéra comme un des dix plus grands échecs de l'histoire de l'informatique.
Son clavier avait une disposition de touches différentes du PC et du PC/XT, mais surtout, elles avaient une numérotation interne différente. Ce changement causera des problèmes de compatibilité avec certains programmes. Ce qui a desservi le PCjr servira par la suite au PC AT et son clavier « AT Étendu » qui aura lui aussi une disposition de touches différentes (le clavier modèle M, dont la disposition est toujours utilisée), ainsi que la numérotation internes. Les développeurs auront retenu la leçon.
Sa carte graphique, compatible CGA, avait des modes proches de ceux des ordinateurs familiaux 8 bits de l'époque, avec, par exemple le 160x200 en 16 couleurs. Contrairement au CGA, on pouvait choisir les couleurs dans une palette. Avec une extension de mémoire vive (de 64 kio, pour la doubler, via une carte fille), on avait accès à du 320x200 en 16 couleurs (supérieur au 320x200 en 4 couleurs imposées du CGA) et 640x200 en 4 couleurs. Cette carte graphique est la première à avoir une IRQ (le 5).
Les capacités de cette carte n'ont jamais été « copié », sauf par la gamme des Tandy 1000, avec plus de succès que le PCjr (au point qu'on parlera de mode Tandy plutôt que PCjr). Il faudra attendre la carte EGA pour avoir 16 couleurs simultanément et pour pouvoir les choisir dans une palettes. Les cartes graphiques sorties après le PCjr ne seront pas compatibles avec les modes de ce dernier, contrairement aux cartes MDA et CGA.
Il y a eu d'autres machines avec des "CGA améliorés", comme l'Amstrad PC 1512.

Malgré tout, cette machine a quand même laissé un héritage : le premier pas de la démocratisation du joystick analogique et son port spécifique, un DA-15. Au lancement de l'IBM PC, une carte d'extension nommée « Game Control Adapter » était disponible pour $55. Ce port ne s'est fait connaître qu'avec le PCjr, mais ce sont les cartes son Sound Blaster qui le démocratiseront réellement.